# محمد بادپا (بازیکن فوتبال)
محمد بادپا (زادهٔ ۶ آبان ۱۳۸۲ در چابهار) بازیکن فوتبال اهل ایران که در پست مهاجم برای باشگاه فوتبال شمس‌آذر در لیگ برتر خلیج فارس بازی میکند.

## زندگی حرفه‌ای
بادپا فوتبال حرفه‌ای خود را از تیم جوانان پرسپولیس آغاز کرد. او در فصل ۱۴۰۲ عضو لیست بزرگسالان این باشگاه بود و همراه تیم به قهرمانی لیگ برتر فوتبال ایران رسید.
در تابستان ۱۴۰۳، بادپا به چادرملو پیوست.

## افتخارات
- قهرمانی در لیگ برتر فوتبال ایران: ۱۴۰۲–۱۴۰۱ با پرسپولیس[۴]
- حضور در تیم بزرگسالان پرسپولیس و دعوت به اردوی اصلی تیم در فصل قهرمانی[۵]